# Fijación Oral Vol. 1
Fijación Oral Vol. 1 е шестият студиен албум на колумбийската певица Шакира. Издаден е на 3 юни 2005 г.

## Списък с песни

### Оригинален траклист
1. „En Tus Pupilas“ – 4:24
2. „La Pared“ – 3:20
3. „La Tortura“ (с Алехандро Санс) – 3:35
4. „Obtener un Sí“ – 3:21
5. „Día Especial“ (с Gustavo Cerati) – 4:25
6. „Escondite Inglés“ – 3:10
7. „No“ (с Gustavo Cerati) – 4:47
8. „Las de la Intuición“ – 3:42
9. „Día de Enero“ – 2:55
10. „Lo Imprescindible“ – 3:58
11. „La Pared“ (акустична версия) – 2:41
12. „La Tortura“ (Shaketon Remix) (с Алехандро Санс) – 3:12

### DualDisc издание (DVD)
1. „La Tortura“ (видеоклип) – 3:45
2. „Създаване на Fijación Oral Vol. 1“ – 6:56
3. „Разговор с Алехандро Санс“ (интервю) – 24:14